# Otto II. (Braunschweig-Göttingen)
Otto II. von Braunschweig-Göttingen (* um 1380; † 1463), auch Otto Cocles (der Einäugige) genannt, aus der Familie der Welfen war Herzog von Braunschweig-Lüneburg und nach dem Tod seines Vaters Otto des Quaden ab 1394 Fürst im Fürstentum Göttingen.

## Leben
Sein Vater hinterließ ihm ein politisch und finanziell zerrüttetes Land. Es gelang dem Sohn zwar, die politische Ordnung wiederherzustellen, nicht jedoch die finanzielle.
Um die politische Ordnung wiederherzustellen, verbündete er sich im Gegensatz zu seinem Vater wieder mit den Städten gegen das in der Region mächtige Raubrittertum. So gelang es ihm, im Bunde mit den Göttingern 1407 die Burg Jühnde zu erstürmen, zudem zwang er die Herren von Adelebsen, Hardenberg und Schwicheldt, Frieden zu halten.
Wegen der angespannten finanziellen Lage musste er sich wiederholt von seinen Braunschweiger Vettern Geld leihen und sicherte im Gegenzug diesen bereits 1395 die Erbfolge in Göttingen zu. Bereits 1435 zog sich Otto aus der Regierung zurück und überließ sie den Ständen.
Die Braunschweiger Herzöge Wilhelm und Heinrich, die bis 1432 gemeinsam in Wolfenbüttel regiert hatten, teilten nunmehr im Zuge der Auseinandersetzung, in der Wilhelm Calenberg bekam, auch die verpfändeten Burgen im Fürstentum Göttingen auf. Zwischen Wilhelm, Heinrich und Otto, der sich wieder einschaltete, entbrannte ein Streit um die Herrschaft in Göttingen, in deren Verlauf Otto, mit Heinrich gegen Wilhelm verbündet, 1441 die Burg Münden besetzte. Nach einer Einigung im Jahre 1442 mit den Häusern Lüneburg und Wolfenbüttel behielt Otto Schloss und Stadt Uslar für sich, seine Gemahlin bekam Münden, Dransfeld und Sichelnstein. Seesen und Gandersheim wurden endgültig vom Restfürstentum getrennt und gingen an Braunschweig. Wilhelm erhielt das Zugeständnis seines Bruders und der Lüneburger Herzöge, bis zum Tode Ottos die Herrschaft in Göttingen wahrzunehmen.
Vermutlich um 1408 hatte Otto Agnes von Hessen († 16. Januar 1471), Tochter des Landgrafen Hermann II. von Hessen, geheiratet. Eigentlich war die Hochzeit mit ihrer Schwester Elisabeth geplant, doch die Braut starb noch vor der Hochzeit. Das Paar hatte zwei Töchter: Elisabeth, welche früh starb, und Magarethe, die 1425 Herzog Heinrich von Schleswig heiratete. Da keine männlichen Nachkommen da waren, erlosch die Göttinger Linie der Welfen mit dem Tod Ottos 1463. Das Fürstentum Göttingen blieb bei Calenberg, das nunmehr teilweise auch Fürstentum Calenberg-Göttingen genannt wurde.